# Сингу Мин
Сингу Мин (бирм. စဉ့်ကူးမင်း) (10 мая 1756 — 14 февраля 1782) — четвертый король Мьянмы из династии Конбаун (10 июня 1776 — 5 февраля 1782) .
Сингу Мин, пришедший к власти в условиях противоречий, в значительной степени положил конец политике территориальной экспансии своего отца Схинбьюшина, которая серьезно истощила людские ресурсы и ресурсы королевства. Он остановил последнюю войну своего отца против Сиама при своем восшествии на престол, фактически уступив Ланнатай сиамцам. Точно так же он не предпринял никаких действий, когда лаосские государства перестали платить дань в 1778 году. Единственные кампании были в Манипуре, где бирманская армия была вынуждена подавить четыре восстания во время его правления.
Короля лучше всего помнят за 22 952-килограммовый (50 600 фунтов) колокол Маха Ганда, который он подарил в 1779 году. Сингу Мин был свергнут 6 февраля 1782 года своим двоюродным братом Фаункой и казнен своим дядей Бодопайей восемь дней спустя.

## Ранняя жизнь
Сингу родился под именем Мин Е Хла  (မင်းရဲလှ), старший сын принца Мьеду (впоследствии короля Мьянмы Схинбьюшина) и его первой жены в королевском дворце в Аве 10 мая 1756 года. Когда его отец стал королем, Мин Е Хла получил город Сингу в качестве феода. Он стал известен как Сингуса, или лорд Сингу, под которым его будут знать. Позднее он был назначен наследником королевского трона, вопреки желанию основателя династии Алаунпхайи.

## Споры о престолонаследии
Сингу Мин взошел на королевский трон среди споров, поскольку его восшествие на престол проигнорировало желание основателя династии короля Алаунпхайи, чтобы все его сыновья стали королями. Восшествие Сингу Мина на престол стало возможным благодаря поддержке его тестя, крупного военачальника Махи Тхихи Тхуры, главнокомандующий бирманскими вооруженными силами. (Вторая королева Сингу, Маха Мингала Деви, была дочерью генерала.) При своем наследовании он принял царское имя «Махадхаммаязадияза» (မဟာဓမ္မရာဇာဓိရာဇာ; пали: махадхаммараджадхираджа).
После смерти Схинбьюшина возглавляемые Махой Тхихой Тхурой бирманские войска были увязли в своей последней кампании в Сиаме. Обеспокоенный своим собственным правлением на родине, Сингу приказал полностью вывести бирманские войска из Ланнатая и верхней долины Менама. Долгосрочное воздействие этого вывода состояло в том, что бирманцы потеряют большую часть старого королевства Ланнатай, которое находилось под сюзеренитетом Бирмы с 1558 года.

## Правление
Сингу Мин уничтожил потенциальных соперников на трон, как только пришел к власти. В 1776 году, после его восшествия на престол, он казнил троих своих единокровных братьев. Затем он казнил своего дядю принца Амьина, законного наследника престола по желанию Алаунпхаи, 1 октября 1777 года. Он изгнал других возможных претендентов, оставшихся трех дядей и двух кузенов. Принц Бадон (впоследствии король Бодапайя) был следующим в очереди на трон — следовательно, следующей целью Сингу, — но проницательный принц вел себя так, чтобы его считали безвредным, и таким образом избежал смерти. Вместо этого принца Бадона отправили в Сикайн, где его держали под пристальным наблюдением.

## Демобилизация
В отличие от своих предшественников, которые все были военными, Сингу Мин был настроен против войны. С 1740 года Бирма вела постоянные войны, и ее людские ресурсы были сильно истощены. Более того, он не доверял армейским командирам, которые «опьянели от победы» и стали полевыми командирами в регионах. Сингу был свидетелем того, как военачальники открыто не подчинялись приказам его отца, когда король был на смертном одре (1774—1776). Отражая общую усталость народа от войны, Сингу в значительной степени демобилизовал армии. Он даже поссорился с Махой Тхихой Тхурой и уволил человека, который сделал его королем, освободив старого генерала от всех его должностей, разведясь с дочерью Махи Тхихи Тхуры в мае 1777 года и утопив ее в 1778 году.
Демобилизовавшись, он, по существу, решил отказаться от Ланнатая, который находился под властью бирманцев со времен Байиннауна. Кроме того, он не предпринял никаких действий, когда лаосские государства Вьентьян и Луангпхабанг, которые были вассалами Бирмы с 1765 года, перестали платить дань в 1778 году. Тем не менее, его демобилизация была хорошо принята в раздираемой войной стране, когда люди устали от постоянной мобилизации для борьбы в «вечной войны» в отдаленных регионах, они никогда не слышали.
Единственным регионом, в котором Сингу Мин поддерживал военные действия, было княжество Манипур, где он унаследовал еще одну войну от своего отца. Бывший раджа Манипури, которого бирманцы в последний раз изгнали в 1770 году, предпринял четыре попытки из своей базы в Качаре вытеснить бирманского кандидата между 1775 и 1782 годами. Бирманцы каждый раз оттесняли его назад, но не могли поймать. Армия одержала «бесплодные победы» и потеряла 20 000 человек частично из-за лихорадки в течение многих лет. После свержения Сингу в 1782 году бирманцы ушли из Манипура «возможно, потому, что страна была теперь настолько опустошена, что больше ничего нельзя было выжать из нее».

## Администрирование
Большую часть времени Сингу Мин проводил в столице и во дворце, окружая себя молодежью, так как был настроен против войны. Там он слушал музыку и стихи и проводил ночи в пьяных драках в укрытии за рекой. Он казнил или увольнял тех придворных, которые критиковали его поведение.

## Свержение
6 февраля 1782 года один из изгнанных двоюродных братьев, принц Фаунка, вернулся в Аву, сверг короля Сингу Мина и провозгласил себя королем. Однако правление Фаунки было очень коротким, так как их дядя, принц Бадон, организовал переворот через неделю, убил и Сингу, и Фаунку и стал королем, позднее известным как король Бирмы Бодопайя.